# Lewis Rickinson
Lewis Rickinson (Lewisham, 21 april 1883 - 16 april 1945) was een Brits ontdekkingsreiziger.

## Biografie
Rickinson nam als hoofdwerktuigkundige in 1914 deel aan de Endurance-expeditie naar Antarctica onder leiding van Ernest Shackleton. De expeditie strandde op Elephanteiland. Na vier maanden op het onherbergzame eiland werd de expeditie gered.
Tijdens de Eerste Wereldoorlog werkte Rickinson in de Royal Navy. Hij overleed in 1945 op 61-jarige leeftijd.